# 14189 Sèvre
(14189) Sèvre, denumire internațională (14189) Sevre, este un asteroid din centura principală de asteroizi.

## Descriere
14189 Sèvre este un asteroid din centura principală de asteroizi. A fost descoperit pe 15 decembrie 1998 la Caussols, în cadrul proiectului ODAS. Asteroidul prezintă o orbită caracterizată de o semiaxă mare de 2,72 ua, o excentricitate de 0,20 și o înclinație de 3,1° în raport cu ecliptica.